# Coconut Grove

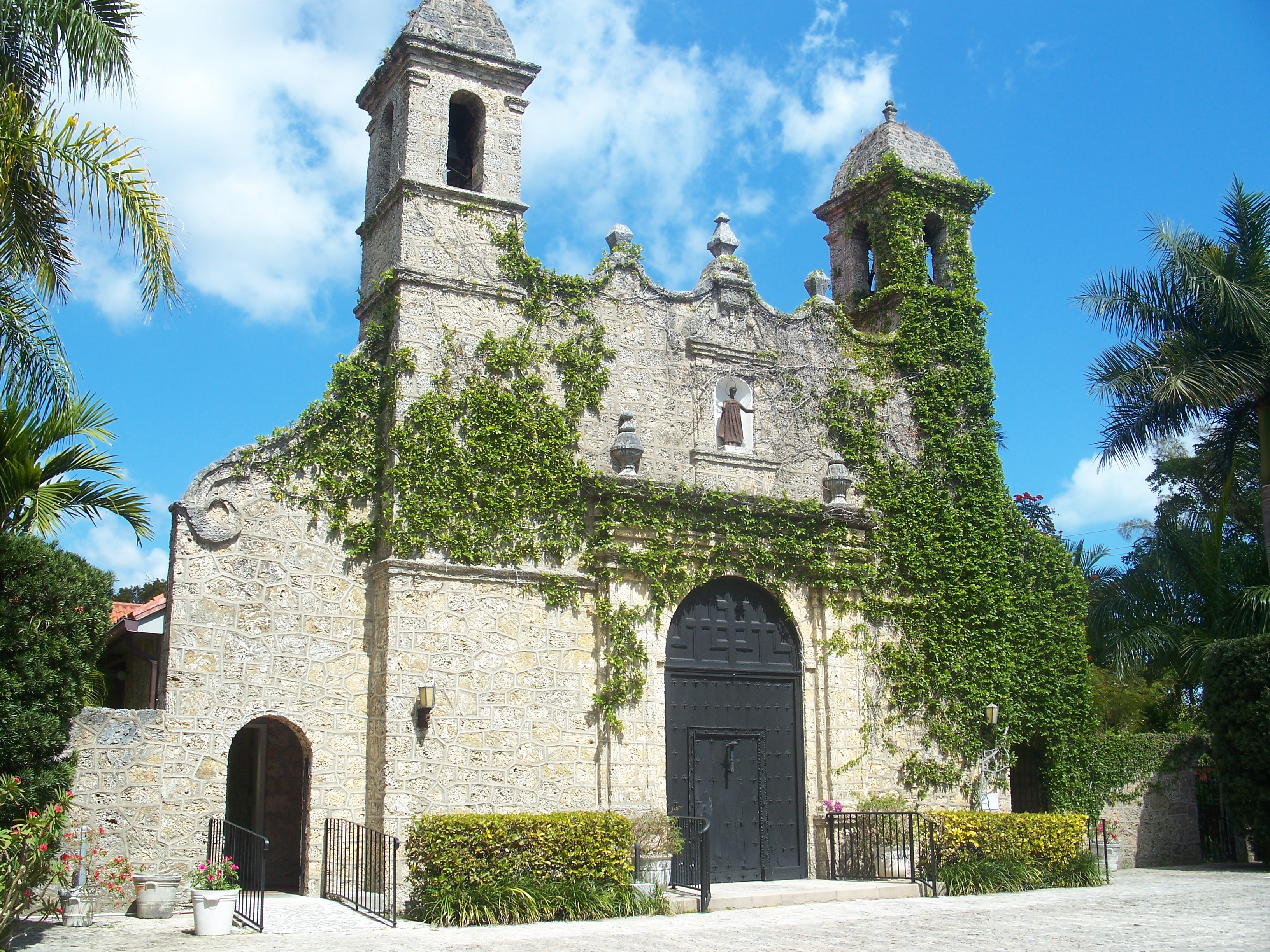
De voorgevel van de Plymouth Congregational Church in Coconut Grove

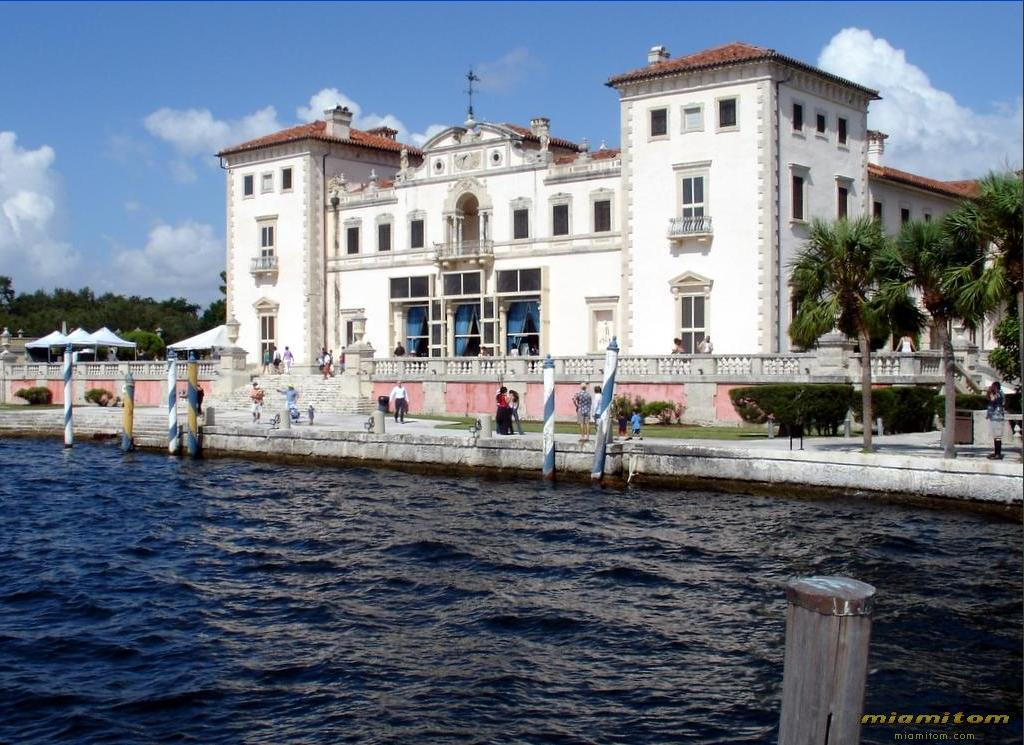
Villa Vizcaya, een Italiaanse villa uit 1916. Het is nu een museum.

Coconut Grove is een wijk die hoort bij de Amerikaanse stad Miami. Deze valt bestuurlijk onder Miami-Dade County en is onderverdeeld in Northeast Coconut Grove en Southwest Coconut Grove.

## Bezienswaardigheden
- Miami Science Museum
- Villa Vizcaya, een Italiaanse villa uit 1916. Dit is nu een museum dat ook beroemd is vanwege haar tuin.
- The Kampong, een botanische tuin die onder het beheer van de National Tropical Botanical Garden valt.
- The Barnacle Historic State Park, in een ander park, met het oudste huis uit de omgeving.

## Coconut Grove in films
Coconut Grove is een geliefde filmlocatie. Het diende als decor voor de film Wild Things. Ook de videoclip Careless Whisper van George Michael werd er opgenomen. De villa van de hoofdpersoon uit Scarface staat ook in Coconut Grove.

## Bereikbaarheid
Coconut Grove is te bereiken met de groene lijn van de Metro van Miami.
Allapattah · Bay Point · Bayside · Belle Meade · Biscayne Island · Brickell · Brickell Key · Bryan Park · Buena Vista · Civic Center · Coconut Grove · Coral Gate · Coral Way · Design District · Dodge Island · Downtown · Edgewater · Flagami · Golden Pines · Grapeland Heights · Jewelery District · Liberty City · Little Haiti · Little Havana · Little River · Lummus Park · Midtown · MiMo District · Morningside · Omni · Overtown · Park West · San Marco Island · Shenandoah · Shorecrest · Silver Bluff · Spring Garden · The Roads · Upper Eastside · Venetian Islands · Virginia Key · Watson Island · West Flagler · Wynwood